# 北原鉄雄
北原 鉄雄（きたはら てつお、1887年〈明治20年〉9月5日 - 1957年〈昭和32年〉3月28日）は出版人。写真や文学を専門とする出版社・アルスを設立し、代表を務めた。北原白秋の実弟（三男）にあたる。

## 略歴
1887年（明治20年）9月、福岡県柳川市生まれ。1915年（大正4年）に慶應義塾大学部理財科を中退すると、アルスの前身となる阿蘭陀書房を設立、芸術雑誌『ARS（アルス）』を発行した。1918年（大正6年）に社名をアルスに改称した。アルスは北原白秋の作品も出版した。小唄研究家の湯朝竹山人『小唄選』をアルスの前身・阿蘭陀書房で出版したところ、非常によく売れた因縁から、竹山人が亡くなるまで生活費を出し続けたという美談が残っている。
戦後、「アルス社長」のため、公職追放となる。
1957年（昭和32年）3月28日、五反田逓信病院で死去。享年70歳。墓所は多磨霊園。